# 19694 Dunkelman
19694 Dunkelman è un asteroide della fascia principale. Scoperto nel 1999, presenta un'orbita caratterizzata da un semiasse maggiore pari a 3,5439693 UA e da un'eccentricità di 0,0909708, inclinata di 12,34757° rispetto all'eclittica.